# 塞爾岩 (赫德島)
塞爾岩（英語：Sail Rock），是南極洲的岩石，處於赫德島以北13公里，在1860年由美國捕海豹者繪入地圖，在1874年由英國探險隊命名，由澳大利亞海外領地負責管轄。